# SOCKS
SOCKS — сетевой протокол сеансового уровня модели OSI, который позволяет пересылать пакеты от клиента к серверу через прокси-сервер прозрачно (незаметно для них) и таким образом использовать сервисы за межсетевыми экранами (файрволами).
Более поздняя версия SOCKS5 предполагает аутентификацию, так что только авторизованные пользователи получают доступ к серверу.

## Введение
Клиенты за межсетевым экраном, нуждающиеся в доступе к внешним серверам, вместо этого могут быть соединены с SOCKS-прокси-сервером. Такой прокси-сервер управляет правами клиента на доступ к внешним ресурсам и передаёт клиентский запрос внешнему серверу. SOCKS может использоваться и противоположным способом, осуществляя управление правами внешних клиентов соединяться с внутренними серверами, находящимися за межсетевым экраном (брандмауэром).
В отличие от HTTP-прокси-серверов, SOCKS передаёт все данные от клиента, ничего не добавляя от себя, то есть, с точки зрения конечного сервера, данные, полученные им от SOCKS-прокси, идентичны данным, которые клиент передал бы напрямую, без проксирования. SOCKS более универсален, он не зависит от конкретных протоколов уровня приложений (7-го уровня модели OSI) и оперирует на уровне TCP-соединений (4‑й уровень модели OSI). Зато HTTP-прокси кэширует данные и может более тщательно фильтровать содержимое передаваемых данных.
Протокол был разработан системным администратором компании MIPS Дэвидом Кобласом (David Koblas). После того, как в 1992 году MIPS вошла в состав корпорации Silicon Graphics, Коблас сделал доклад о SOCKS на Симпозиуме по безопасности Usenix, и SOCKS стал публично доступным. Четвёртую версию протокола разработал Ин-Да Ли (Ying-Da Lee) из NEC.
SOCKS-серверы обычно используют порт 1080.

## Протокол SOCKS 4
SOCKS 4 предназначен для работы через межсетевой экран без аутентификации для приложений типа клиент-сервер, работающих по протоколу TCP, таких, как Telnet, FTP и таких популярных протоколов обмена информацией, как HTTP, WAIS и Gopher.
По существу, SOCKS-сервер можно рассматривать как межсетевой экран, поддерживающий протокол SOCKS.
Типичный запрос SOCKS 4 выглядит следующим образом:
Запрос клиента к SOCKS-серверу:
| Размер   | Описание |
| -------- | --- |
| 1 байт   | Номер версии SOCKS, 1 байт (для этой версии должен быть 0x04)                                                                          |
| 1 байт   | Код команды: - 0x01 = установка TCP/IP соединения - 0x02 = назначение TCP/IP-порта (binding)                                           |
| 2 байта  | Номер порта |
| 4 байта  | IP-адрес |
| n+1 байт | ID пользователя. Строка переменной длины, завершается NUL-байтом (0x00). Поле предназначено для идентификации пользователя (см. Ident) |

Ответ сервера SOCKS-Клиенту:
| Размер  | Описание |
| ------- | --- |
| 1 байт  | Версия кода ответа, которая должна быть равна 0 |
| 1 байт  | Код ответа: - 0x5a = запрос предоставлен - 0x5b = запрос отклонён или ошибочен - 0x5c = запрос не удался, потому что не запущен identd (или не доступен с сервера) - 0x5d = запрос не удался, поскольку клиентский identd не может подтвердить идентификатор пользователя в запросе |
| 2 байта | Номер порта |
| 4 байта | IP-адрес |

## Протокол SOCKS 5
SOCKS 5 — это несовместимое расширение протокола SOCKS 4. Он добавляет поддержку UDP, обеспечивает универсальные схемы строгой аутентификации и расширяет методы адресации, добавляет поддержку доменных имен и адресов IPv6. Начальная установка связи теперь состоит из следующего:
- Клиент подключается и посылает приветствие, которое содержит перечень поддерживаемых методов аутентификации
- Сервер выбирает из них один (или посылает ответ о неудаче запроса, если ни один из предложенных методов не приемлем)
- В зависимости от выбранного метода между клиентом и сервером может пройти некоторое количество сообщений
- Клиент посылает запрос на соединение аналогично SOCKS 4
- Сервер отвечает аналогично SOCKS 4

Методы аутентификации пронумерованы следующим образом:
| 0x00      | Аутентификация не требуется                        |
| 0x01      | GSSAPI                                             |
| 0x02      | Имя пользователя / пароль RFC 1929                 |
| 0x03-0x7F | Зарезервировано IANA                               |
| 0x03      | CHAP                                               |
| 0x04      | Не занято                                          |
| 0x05      | Вызов-ответ (аутентификация)                       |
| 0x06      | SSL                                                |
| 0x07      | NDS аутентификация                                 |
| 0x08      | Фреймворк многофакторной аутентификации            |
| 0x09      | Блок JSON-параметров                               |
| 0x0A–0x7F | Не занято                                          |
| 0x80-0xFE | Зарезервировано для методов частного использования |

Начальное приветствие от клиента:
| Размер | Описание                                                                                   |
| ------ | ------------------------------------------------------------------------------------------ |
| 1 байт | Номер версии SOCKS (должен быть 0x05 для этой версии)                                      |
| 1 байт | Количество поддерживаемых методов аутентификации                                           |
| n байт | Номера методов аутентификации, переменная длина, 1 байт для каждого поддерживаемого метода |

Сервер сообщает о своём выборе:
| Размер | Описание                                                                            |
| ------ | ----------------------------------------------------------------------------------- |
| 1 байт | Номер версии SOCKS (должен быть 0x05 для этой версии)                               |
| 1 байт | Выбранный метод аутентификации или 0xFF, если не было предложено приемлемого метода |

Последующая идентификация зависит от выбранного метода.
Запрос клиента:
| Размер                 | Описание |
| ---------------------- | --- |
| 1 байт                 | Номер версии SOCKS (должен быть 0x05 для этой версии) |
| 1 байт                 | Код команды: - 0x01 = установка TCP/IP-соединения - 0x02 = назначение TCP/IP-порта (binding) - 0x03 = ассоциирование UDP-порта                              |
| 1 байт                 | Зарезервированный байт, должен быть 0x00 |
| 1 байт                 | Тип адреса: - 0x01 = адрес IPv4 - 0x03 = имя домена - 0x04 = адрес IPv6                                                                                     |
| Зависит от типа адреса | Назначение адреса: - 4 байта для адреса IPv4 - Первый байт — длина имени, затем следует имя домена без завершающего нуля на конце - 16 байт для адреса IPv6 |
| 2 байта                | Номер порта, в порядке от старшего к младшему (big-endian)                                                                                                  |

Ответ сервера:
| Размер                 | Описание |
| ---------------------- | --- |
| 1 байт                 | Номер версии SOCKS (0x05 для этой версии) |
| 1 байт                 | Код ответа: - 0x00 = запрос предоставлен - 0x01 = ошибка SOCKS-сервера - 0x02 = соединение запрещено набором правил - 0x03 = сеть недоступна - 0x04 = хост недоступен - 0x05 = отказ в соединении - 0x06 = истечение TTL - 0x07 = команда не поддерживается / ошибка протокола - 0x08 = тип адреса не поддерживается |
| 1 байт                 | Байт зарезервирован, должен быть 0x00 |
| 1 байт                 | Тип последующего адреса: - 0x01 = адрес IPv4 - 0x03 = имя домена - 0x04 = адрес IPv6 |
| Зависит от типа адреса | Назначение адреса: - 4 байта для адреса IPv4 - Первый байт — длина имени, затем следует имя домена без завершающего нуля на конце - 16 байт для адреса IPv6 |
| 2 байта                | Номер порта, в порядке от старшего к младшему (big-endian) |

## Реализации
- Sun Java System Web Proxy Server[англ.] — кеширующий прокси сервер для Solaris, Linux, Windows, поддерживает HTTPS, фильтры NSAPI I/O, динамическую реконфигурацию и обратный прокси.
- DeleGate — многофункциональный шлюз прикладного уровня и прокси-сервер, работающий на различных платформах, кроме SOCKS также поддерживает HTTP(S), FTP, NNTP, SMTP, POP3, IMAP, LDAP, Telnet, DNS и другие протоколы.
- 3proxy — лёгкий прокси-сервер с поддержкой SOCKS-proxy
- WinGate — многопротокольный прокси-сервер с поддержкой SOCKS для Windows.
- OpenSSH позволяет динамически создавать туннели, заданные через подмножество протокола SOCKS.
- Dante - сервер SOCKS-прокси для Linux.